# Done (The Band Perry)
Done è un singolo del gruppo di musica country statunitense The Band Perry, pubblicato nel 2013 ed estratto dall'album Pioneer.

## Tracce
- Download digitale

1. Done – 3:25

## Formazione
- Kimberly Perry
- Neil Perry
- Reid Perry